# Britta Bilac
Britta Bilac (Alemania, 4 de diciembre de 1968) es una atleta eslovena de origen alemán retirada especializada en la prueba de salto de altura, en la que ha conseguido ser campeona europea en 1994.

## Carrera deportiva
En el Campeonato Europeo de Atletismo de 1994 ganó la medalla de oro en el salto de altura, con un salto de 2.00 metros, superando a la rusa Yelena Gulyayeva (plata con 1.96 metros) y a la lituana Nelė Žilinskienė (bronce con 1.93 metros).